# Bimota SB5
La SB5 est un modèle de motocyclette du constructeur italien Bimota.
La SB5 est présentée lors du salon de Cologne 1984. Elle reprend le moteur de la Suzuki GSX 1100 EF. C'est un quatre cylindres en ligne, quatre temps à refroidissement liquide développant 115 chevaux à 8 500 tr/min pour un couple de 10,6 mkg à 7 500 tr/min. Il est alimenté par quatre carburateurs Mikuni de 36 mm de diamètre et couplé à une boîte de vitesses à cinq rapports.
Le cadre est un double berceau tubulaire en alliage d'acier au chrome-molybdène. Il est identique à celui qui équipe la YB5.
La fourche télescopique est de marque Italia et fait 40 mm de diamètre.
Le freinage est assuré par Brembo avec trois disques de 280 mm de diamètre. On trouve des étriers double piston à l'avant et simple piston à l'arrière.
Les jantes de 16 pouces à trois branches sont fabriquées par Bimota.
La SB5 est la première machine de l'usine de Rimini à offrir une place pour un éventuel passager.
Elle était disponible en rouge et blanc uniquement, avec le cadre rouge. Elle était vendue à 158 exemplaires dont 87 modèles vendus montés et 71 en kit.